# Big Cyc

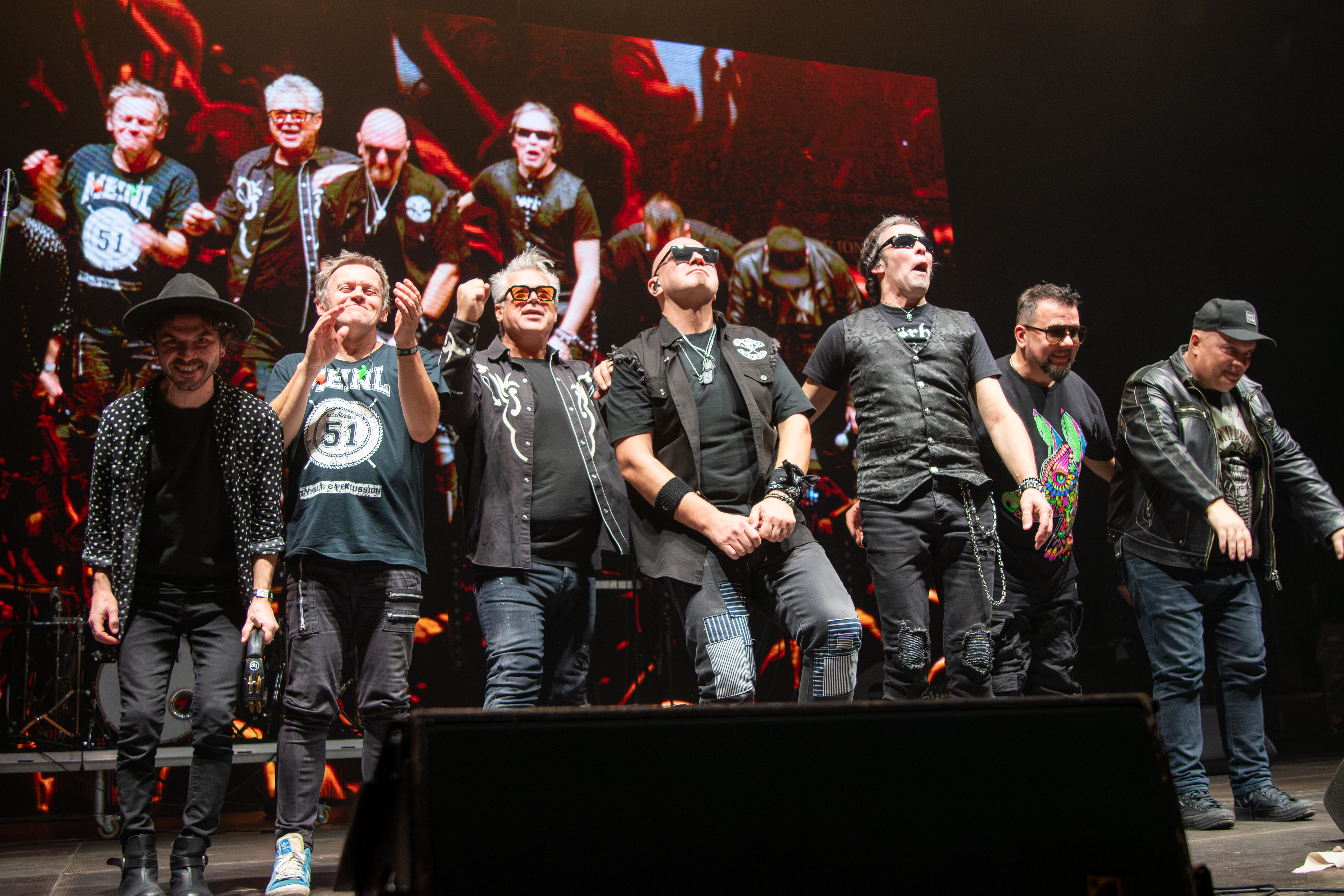
Big Cyc, 2025

Big Cyc je polská rocková skupina. Jejich písně mají většinou humornou až kabaretní formu, zato se v nich nebojí otevřeně kritizovat osoby z politického a společenského života především v Polsku. Například:
- Atak Klonów (Klony útočí) – píseň paroduje dvojčata Kaczyńské (Lech Kaczyński, Jarosław Kaczyński).
- Moherowe Berety – viz Mohérové barety.

Skupina oficiálně vznikla v březnu 1988, tehdy měla první koncert.

## Složení
- Jacek Jędrzejak „Dżej Dżej“ – zpěv, basová kytara, texty, hudba
- Krzysztof Skiba – zpěv, texty
- Roman Lechowicz „Piękny Roman“ – kytara
- Jarosław Lis „Dżery“ – perkuse
- Piotr Sztajdel „Gadak“ – klávesové nástroje
- Marek Szajda „Maras“ – kytara

## Diskografie
- Z partyjnym pozdrowieniem (1990)
- Nie wierzcie elektrykom (1991)
- Miłość, muzyka, mordobicie (1992)
- Wojna plemników (1993)
- Nie zapomnisz nigdy (1994)
- Golonka, flaki i inne przysmaki (1995)
- Z gitarą wśród zwierząt (1996)
- Pierwsza komunia, drugie śniadanie, trzecia Rzeczpospolita (1997)
- Wszyscy święci (album)|Wszyscy święci (1999)
- Świat według Kiepskich (album)|Świat według Kiepskich (2000)
- Zmień z nami płeć (2002)
- Bombowe hity czyli the best of 1988–2004 (2004)
- Moherowe berety (album)|Moherowe berety (2006)
- Homotubisie Big Cyc & K.A.S.A. (2007)
- Szambo i perfumeria (2008)
- Na barykadzie rokędrola (2009)
- Zadzwońcie po milicję (2011)
- Big Cyc wiecznie żywy (2013)
- Big Cyc 25 lat. Przystanek Woodstock 2013 (2014)
- Jesteśmy najlepsi (2015)
- Czarne słońce narodu (2016)
- 30 lat z wariatami (2018)
- Przystanek wolność (2022)
- Wolność słowa na kartonie (2024)
- Manifesto (2024)